# 이기원 (1952년)
이기원(李琦遠, 1952년 9월 24일~2022년 5월 23일)은 대한민국 육군 장교 출신의 정치인이다. 제3대 계룡시장을 지냈다.

## 학력
- 대동국민학교 졸업
- 조치원중학교 졸업
- 대전실업고등전문학교 축산학과 전문학사
- 건국대학교 행정학과[1] 학사
- 육군3사관학교 졸업(17기)
- 육군보병학교 졸업

## 약력
- 1952년 9월 24일 출생
- 1988년 육군 소령 예편(1988년 3월)
- 1988년 민주정의당 행정위원(1988년 6월)
- 1989년 민주정의당 행정위원 퇴임(1989년 1월)
- 1989년 신민주공화당 행정위원(1989년 2월)
- 1990년 민주자유당 행정위원 직위 전임(1990년 1월)
- 1995년 민주자유당 행정위원 직위 퇴임 및 탈당(1995년 3월)
- 1995년 자유민주연합 행정위원(1995년 6월)
- 2002년 자유민주연합 행정위원 직위 퇴임 및 탈당하고 무소속으로 전향(2002년 6월)
- 초대 계룡시의회 부의장(당속: 무소속)
- 2006년 한나라당 상임위원 직위 보임(2006년 1월)
- 2006년 계룡시장 출마
- 2010.07~2014.06 제3대 충남 계룡시장(민선, 새누리당)
- 2012년 새누리당 전임위원
- 2014년 새누리당 전임위원 직위 퇴임
- 2015년 새누리당 복당
- 2017년 1월 새누리당 탈당 및 바른정당 입당
- 2018년 2월 ~ 2020년 2월 바른미래당
- 2020년 2월 민생당 탈당
- 2020년 3월 미래통합당 입당
- 2020년 9월 ~ 2022년 5월 국민의힘

## 역대 선거 결과
|  | 19.0% |

|  | 48.77% |

|  | 31.91% |

|  | 20.81% |